# Train Navette Rapide
El Train Navette Rapide (en francés, 'Lanzadera Rápida'; en árabe قطار مكوكي سريع qiṭār mukūki sarīe), comúnmente conocido como TNR o Auita, es un servicio ferroviario marroquí operado por la ONCF. Su primera fase va de Casablanca a Kenitra con un servicio cada media hora en cada sentido, entre 6:00 y las 21:30. El modelo se basa en los enlaces preexistentes de ferrocarril en Marruecos.

## TNR Casablanca - Kenitra

### Historia
El 21 de mayo de 1984, tras la duplicación de la línea Casablanca–Rabat, el TNR realizó su primer viaje desde la estación de Casa-Port a hasta la de Rabat-Ville. Fue bautizado Aouita en honor al rápido atleta marroquí Said Aouita. Conectó las dos ciudades con 14 trenes diarios en cada dirección y los viajes duraban menos de una hora. El servicio TNR fue proporcionado por ocho EMU, cada una con 271 asientos y aire acondicionado.
Estimulado por su éxito, la ONCF agregó 32 autocares de pasillo central en 1992, y en 1995 agregó una segunda serie de seis EMU con aires acondicionados.
Para mejorar el servicio, se llevaron a cabo más proyectos de infraestructura para extender la línea a Salé y luego a Kenitra, lo que fue posible duplicando la línea entre ellos (en 1992) y construyendo un túnel en Rabat Agdal (en 1996).
En 2002, el servicio se amplió a sesenta trenes diarios en cada sentido (30.000 asientos / día), cada media hora durante las horas pico y cada 15 minutos durante las horas pico.
En 2010, la TNR transportó a más de 15 millones de pasajeros, la mitad de todo el tráfico, con 3 millones de abonados.

### Planes

#### Mejoras en el servicio
- Aumento de la frecuencia de los trenes a intervalos de 15 minutos (5 minutos en hora punta). Esto será posible con la implementación de la señalización ETCS.
- Construcción del LGV Tánger-Casablanca y triplicación de vías entre Rabat y Casablanca para separar trenes más lentos y de alta velocidad, y mejorar la velocidad del TNR en el núcleo Casablanca-Kenitra.[2]

#### Extensión
También se planea una extensión del servicio TNR en el noroeste de Kenitra, para servir a la Zona Franca del Atlántico y la ciudad de Sidi Yahya El Gharb.

## Ampliación
El TNR se ha extendido a otras líneas:
- Junio de 1993: Casablanca - Aeropuerto Internacional Mohammed V; esta ruta pasó a llamarse Al Bidaoui en 2002 después de las actualizaciones del servicio.
- Junio de 2002: Casablanca - El Yadida; el servicio se incrementó en junio de 2007 a una salida cada 2 horas en cada sentido.
- Junio de 2008: Casablanca - Settat; 34 trenes al día entre las 5:00 y las 21:00.[3]

Al aumentar constantemente el número y la frecuencia de los trenes, el TNR se ha convertido en parte de la vida diaria de una nueva generación de viajeros, los navetteurs.

### Mapa de ruta

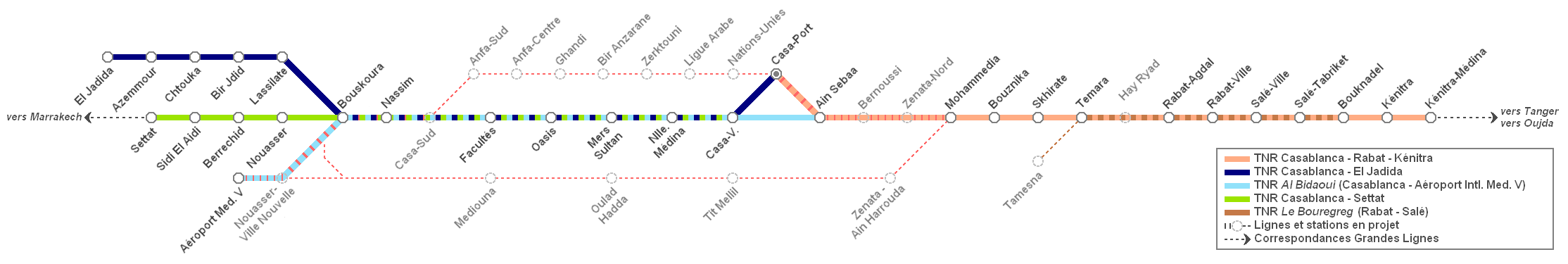